# Gazoduc transméditerranéen
Le gazoduc transméditerranéen,, dit Transmed, est un gazoduc permettant l'exportation de gaz naturel d'Algérie vers l'Italie, via la Tunisie.

## Historique
Le gazoduc est le fruit d'accords entre le groupe algérien Sonatrach et le groupe italien Eni. Le premier accord de principe a été signé en 1972 ; en 1977, un contrat de vente est conclu, portant sur 12,3 milliards m3 par an pendant 25 ans.

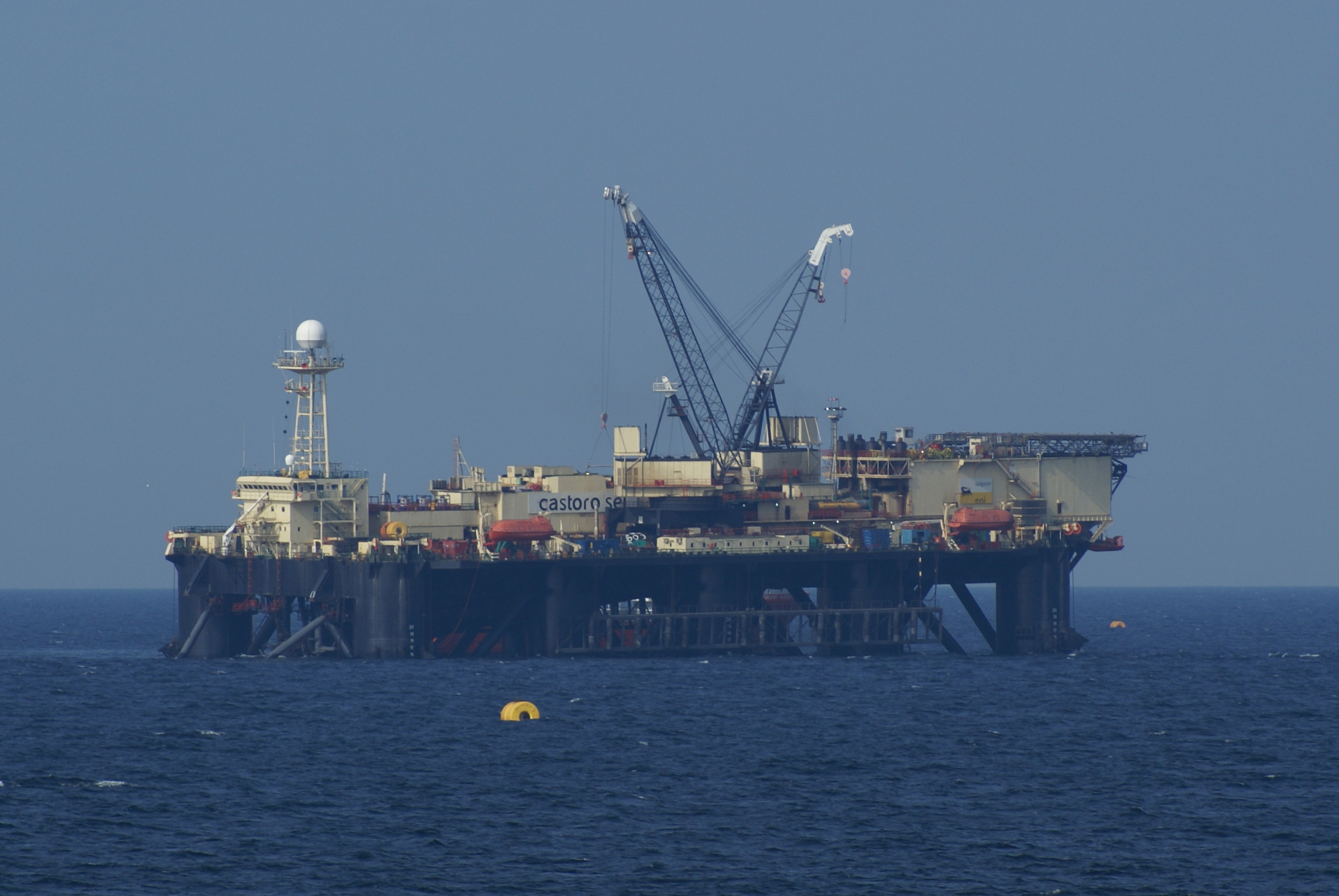
Le navire poseur de canalisations Castoro Sei, construit spécialement pour l'occasion

Les travaux de construction ont commencé en 1978. À cette époque, la traversée de la mer Méditerranée était une réalisation pionnière, car le gazoduc Transmed était le premier grand gazoduc sous-marin au monde aux côtés du gazoduc Ekofisk (en mer du Nord). La filiale d'Eni Saipem pose le pipeline, en utilisant le navire-grue Castoro Sei, qui a été spécialement construit pour l'occasion. Le gazoduc est mis en service en 1983.
En 1990, Eni et Sonatrach sont convenus d'augmenter la capacité de 7 milliards de m³/an, pour laquelle une deuxième ligne a été construite entre 1991 et 1997 et les stations de compression ont été modernisées.

## Tracé et caractéristiques techniques
Le gazoduc part de Hassi R'Mel Algérie. Il parcourt 550 km en territoire algérien, avant d'entrer en Tunisie. Après 370 km dans ce pays, il atteint la côte à El Haouaria, où commence une première section sous-marine de 155 km. Après la traversée de la Sicile (340 km), il présente une deuxième section sous-marine de 15 km dans le détroit de Messine, avant de remonter la totalité de la péninsule italienne, pour finalement rejoindre le réseau à Minerbio près de Bologne, dans le plaine du Pô, berceau de l'industrie gazière italienne. En Algérie et en Tunisie, il se compose de 3 tubes de 48 pouces (122 cm) de diamètre. Trois stations de compression se situent en Algérie et trois autres en Tunisie, la dernière est la plus puissante (120 MW) car elle doit fournir la pression nécessaire à la section sous-marine.

## Importance économique
La Tunisie, en contrepartie de la traversée de son territoire et de l'entretien qu'elle assure sur sa section, reçoit environ 6 % du gaz transporté. Cette quote-part assure une part importante de sa propre demande.